# Newfane (város, Vermont)
Newfane város az USA Vermont államában, Windham megyében, melynek megyeszékhelye. Lakosainak száma 1645 fő (2020. április 1.).

## Népesség
A település népességének változása:

| 2010 | 1 726 |
| 2020 | 1 645 |